# Jacopo Apollonio
Jacopo Apollonio (Bassano, 1577 – 1654) è stato un pittore italiano della Repubblica di Venezia.

## Biografia

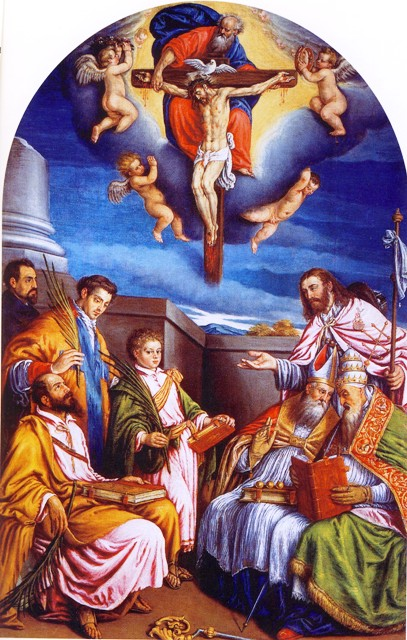
Jacopo Apollonio - Pala d'altare, chiesa parrocchiale dei Santi Nazario e Celso, a San Nazario, nel Canale di Brenta (provincia di Vicenza) (attribuzione).

Jacopo Apollonio nacque a Bassano del Grappa ed era nipote di Jacopo dal Ponte, in linea materna in quanto figlia di Marina Dal Ponte e Apollonio Apollonio. La sua data di nascita era indicata circa nell'anno 1584 sulla base delle notizie tramandate da Giambattista Verci, ma il ritrovamento dell'atto di battesimo ha permesso di anticiparla al 1577. Si formò in famiglia, seguendo l'insegnamento soprattutto dello zio Leandro, di cui ricalca lo stile, anche se con un tono meno vigoroso e un tócco meno animato. Nel duomo di Bassano vi è una sua Maddalena e un altro dipinto raffigurante San Francesco si trova ai Riformati; in ogni caso la sua opera principale è un Martirio di san Sebastiano, conservato nella chiesa a lui dedicata.
Tra i suoi allievi si ricordano Marcantonio Dordi, Nicola de Nicoli e Giambattista Zampezzi.